# Raidak
Der Raidak (bengalisch রায়ডাক নদী), in Bhutan auch Wang Chhu, Wong Chhu oder Thimphu Chhu genannt, fließt als grenzüberschreitender Fluss durch Bhutan und den indischen Bundesstaat Westbengalen. Er bildet den etwa 220 km langen rechten, westlichen Quellfluss des Gangadhar. Dieser ist ein Nebenfluss der Jamuna, dem Unterlauf des Brahmaputra. Das Einzugsgebiet umfasst etwa 4900 km².

## Verlauf

### Bhutan
Der Wang Chhu entspringt an der Nordflanke eines 5560 m hohen Gebirgsmassivs im Himalaya, 20 km südöstlich des Chomolhari. Sein Oberlauf ist auch unter dem Namen Thimphu Chhu (Dzongkha: „Fluss von Thimphu“) bekannt. Sein Erscheinungsbild in Bhutan ist durch eine hohe Fließgeschwindigkeit und ein felsiges Flussbett geprägt. Zwischen Thimphu und der Mündung des rechten Nebenflusses Paro Chhu fließt der Wang Chhu in einem vergleichsweise breiten Tal, nach dem Zusammenfluss tritt er in ein schroffes gewundenes Hochgebirgstal mit etwa südsüdöstlicher Richtung ein. 
Beim Passieren der Klosterfestung Trashi Chhoe Dzong am nördlichen Stadtrand von Thimphu liegt das Flussbett auf einer Höhe von 2121 m, beim Austritt aus dem Hochgebirgsmassiv in die Duar-Ebene auf einer Höhe von 90 Metern über dem Meeresspiegel.

### Westbengalen
Der Raidak tritt im westbengalischen  Jalpaiguri-Distrikt in die Flussebene südlich des Himalaya ein, um danach den Distrikt Koch Bihar zu durchfließen. 
Nördlich von Tamarhat vereinigt sich der Raidak mit dem von Osten heranströmenden Sankosh zum Gangadhar.

## Wasserkraftwerk Chukha
Etwa 9 km Luftlinie südlich der Einmündung des rechten Nebenflusses Haa Chhu erbaute Indien von 1974 bis 1988 schlüsselfertig das Chukha-Kraftwerk, das seither mit 4 Generatoren eine Leistung von insgesamt 336 MW erzeugt. Die von Indien getragene Finanzierung bestand zu 60 % aus einem Zuschuss und zu 40 % aus einem zinsgünstigen Darlehen, der südliche Nachbarstaat erhält dafür den von Bhutan nicht benötigten Strom zu alternativlos niedrigen Preisen.

## Wasserkraftwerk Tala
Reichlich 10 km Luftlinie stromabwärts vom Chukha-Kraftwerk entstand von 1997 bis 2007 das Kraftwerk Tala, welches mit insgesamt sechs 170-MW-Generatoren eine Gesamtleistung von 1020 MW erzeugt. Es ist das bisher größte Gemeinschaftsprojekt zwischen Indien und Bhutan im Bereich der umweltverträglichen Energieerzeugung durch Wasserkraft.